# Lac Sauvage
Lac Sauvage är en sjö i Kanada.   Den ligger i regionen Lanaudière och provinsen Québec, i den sydöstra delen av landet, 190 km nordost om huvudstaden Ottawa. Lac Sauvage ligger 477 meter över havet. Arean är 0,70 kvadratkilometer.Den sträcker sig 1,9 kilometer i nord-sydlig riktning, och 0,7 kilometer i öst-västlig riktning.
I omgivningarna runt Lac Sauvage växer i huvudsak blandskog. Runt Lac Sauvage är det mycket glesbefolkat, med 2 invånare per kvadratkilometer.